# Fußballclub Viktoria Köln 1904 2012-2013
Questa voce raccoglie le informazioni riguardanti il Fußballclub Viktoria Köln 1904 nelle competizioni ufficiali della stagione 2012-2013.

## Stagione
Nella stagione 2012-2013 il Viktoria Colonia, allenato da Heiko Scholz, Wolfgang Jerat, Ralf Aussem, concluse il campionato di Regionalliga ovest al 6º posto.

## Rosa
| N. |                       | Ruolo | Calciatore          |
| -- | --------------------- | ----- | ------------------- |
| 3  | Germania (bandiera)   | D     | Alexander Voigt     |
| 4  | Germania (bandiera)   | D     | Marius Schultens    |
| 5  | Polonia (bandiera)    | D     | Mariusz Kukiełka    |
| 6  | Portogallo (bandiera) | C     | Telmo Teixeira      |
| 7  | Germania (bandiera)   | C     | Albert Streit       |
| 8  | Germania (bandiera)   | C     | Mike Wunderlich     |
| 9  | Marocco (bandiera)    | A     | Aziz Bouhaddouz     |
| 10 | Germania (bandiera)   | C     | Christian Schlösser |
| 11 | Germania (bandiera)   | C     | David Müller        |
| 12 | Germania (bandiera)   | P     | Kevin Kraus         |
| 13 | Germania (bandiera)   | C     | Manuel Glowacz      |
| 14 | Germania (bandiera)   | C     | Florian Mager       |
| 15 | Zambia (bandiera)     | C     | Andrew Sinkala      |
| 16 | Tunisia (bandiera)    | C     | Hamdi Dahmani       |
| 18 | Germania (bandiera)   | D     | Eugen Tschumakow    |
| 19 | Croazia (bandiera)    | A     | Ivan Pusic          |

| N. |                     | Ruolo | Calciatore         |
| -- | ------------------- | ----- | ------------------ |
| 20 | Germania (bandiera) | D     | Jerome Propheter   |
| 21 | Germania (bandiera) | P     | Maurice Gillen     |
| 21 | Germania (bandiera) | P     | Dominik Poremba    |
| 22 | Germania (bandiera) | A     | Fatih Candan       |
| 23 | Germania (bandiera) | D     | Sascha Eichmeier   |
| 24 | Germania (bandiera) | C     | Michael Gardawski  |
| 27 | Italia (bandiera)   | C     | Giovanni Federico  |
| 29 | Germania (bandiera) | D     | Dennis Weis        |
| 31 | Germania (bandiera) | A     | Masatoshi Hamanaka |
| 32 | Germania (bandiera) | D     | Cataldo Cozza      |
| 33 | Germania (bandiera) | A     | Lukas Püttmann     |
| 34 | Italia (bandiera)   | A     | Salvatore Amirante |
| 35 | Germania (bandiera) | A     | Savio Nsereko      |
| 45 | Germania (bandiera) | A     | Serge Yohoua       |
| 58 | Turchia (bandiera)  | A     | Ercan Aydogmus     |
|    | Germania (bandiera) | D     | Nestor Omndje      |

## Organigramma societario
Area tecnica
- Allenatore: Claus-Dieter Wollitz
- Allenatore in seconda:
- Preparatore dei portieri: Wolfgang Mattern
- Preparatori atletici:
- Analisi video:

## Calciomercato

### Sessione estiva
| Acquisti | Acquisti            | Acquisti            | Acquisti |
| R.       | Nome                | da                  | Modalità |
| -------- | ------------------- | ------------------- | -------- |
| A        | Aziz Bouhaddouz     | Wehen Wiesbaden     |          |
| A        | Fatih Candan        | RW Oberhausen       |          |
| D        | Cataldo Cozza       | Eintracht Treviri   |          |
| D        | Sascha Eichmeier    | Bayer Leverkusen II |          |
| C        | Michael Gardawski   | Osnabrück           |          |
| C        | Christian Schlösser | Sportfreunde Lotte  |          |
| D        | Alexander Voigt     | Carl Zeiss Jena     |          |
| A        | Serge Yohoua        | Rot-Weiß Erfurt     |          |

| Cessioni | Cessioni         | Cessioni         | Cessioni |
| R.       | Nome             | a                | Modalità |
| -------- | ---------------- | ---------------- | -------- |
| C        | Ali Ilbay        | 1. FC Wülfrath   |          |
| D        | Andreas Moog     | FC Bergheim 2000 |          |
| D        | Kevin Schöneberg | Preußen Münster  |          |
| C        | Giuseppe Spitali | FC Bergheim 2000 |          |
| D        | Filippo Zammitto | SV Deutz 05      |          |
| C        | Mark Zeh         | Siegen           |          |

### Sessione invernale
| Acquisti | Acquisti           | Acquisti             | Acquisti |
| R.       | Nome               | da                   | Modalità |
| -------- | ------------------ | -------------------- | -------- |
| A        | Lukas Püttmann     | Bergisch Gladbach    |          |
| C        | Albert Streit      | Alemannia Aquisgrana |          |
| A        | Masatoshi Hamanaka | 1. FC Reimsbach      |          |

| Cessioni | Cessioni     | Cessioni          | Cessioni |
| R.       | Nome         | a                 | Modalità |
| -------- | ------------ | ----------------- | -------- |
| C        | Kevin Reuter | Bergisch Gladbach |          |

## Risultati

### Regionalliga

#### Girone di andata
| Arbitro: | Waschitzki-Günther |

|  |           |                               |
|  | Marcatori | 24’ Bouhaddouz 83’ Wunderlich |

| Arbitro: | Thomsen |

|                                       |           |             |
| Wunderlich 41’ (rig.), 78’ Müller 90’ | Marcatori | 61’ Steffen |

| Arbitro: | Rott |

|  |           |                                        |
|  | Marcatori | 21’ Schultens 66’ Candan 75’ Schlösser |

| Arbitro: | Glasmacher |

|                                                          |           |                        |
| Kukiełka 3’ Uaferro 30’ (aut.) Bouhaddouz 53’ Candan 90’ | Marcatori | 88’ Türpitz 90’ Torres |

| Arbitro: | Schäfer |

|  |           |                                          |
|  | Marcatori | 32’ Candan 35’ Schlösser 56’, 69’ Müller |

| Arbitro: | Siewer |

|                           |           |  |
| Müller 25’ Bouhaddouz 82’ | Marcatori |  |

| Arbitro: | Steuer |

|               |           |  |
| Propheter 51’ | Marcatori |  |

| Arbitro: | Frömel |

|  |           |                                      |
|  | Marcatori | 2’, 81’ (rig.) Wunderlich 74’ Müller |

| Arbitro: | Waschitzki-Günther |

|                                     |           |                                    |
| Schlösser 30’ Wunderlich 74’ (rig.) | Marcatori | 53’ Götze 59’ Grammozis 89’ Kohlen |

| Arbitro: | Storks |

|                           |           |                                |
| Fleßers 60’ Knappmann 90’ | Marcatori | 6’ Müller 89’ (aut.) Schlieter |

| Arbitro: | Fischer |

|                                   |           |             |
| Wunderlich 16’, 80’ Schlösser 32’ | Marcatori | 45’ Gatarić |

| Arbitro: | Börner |

|             |           |                                |
| Hettich 53’ | Marcatori | 7’, 72’ Bouhaddouz 14’ Dahmani |

| Arbitro: | Steuer |

|             |           |                               |
| Dahmani 39’ | Marcatori | 17’ Sawin 30’ Rodrigues-Pires |

| Arbitro: | Stegemann |

|  |           |                          |
|  | Marcatori | 26’ Dahmani 75’ Kukiełka |

| Arbitro: | Bandurski |

|                              |           |                     |
| Schlösser 26’ Bouhaddouz 60’ | Marcatori | 58’ Rasp 77’ Krause |

| Arbitro: | Glasmacher |

|                            |           |                             |
| Nikolaou 80’ Przybyłko 88’ | Marcatori | 20’ Bouhaddouz 90’ Aydogmus |

| Arbitro: | Kinhöfer |

|            |           |                                       |
| Candan 83’ | Marcatori | 62’ Kraus 67’ Flottmann 88’ Montabell |

| Arbitro: | Steffens |

|         |           |                           |
| Erat 8’ | Marcatori | 22’ Candan 35’ Bouhaddouz |

| Arbitro: | Bläser |

|                                     |           |                                           |
| Candan 14’, 22’ Bouhaddouz 29’, 90’ | Marcatori | 12’ Eckert 67’, 75’ Windmüller 88’ Maouel |

#### Girone di ritorno
| Arbitro: | Steffens |

|                          |           |             |
| Wunderlich 19’, 74’, 90’ | Marcatori | 81’ Jasmund |

| Arbitro: | Bandurski |

|                          |           |                                  |
| Dürholtz 11’ (rig.), 23’ | Marcatori | 45’, 90’ Bouhaddouz 75’ Federico |

| Arbitro: | Athanassiadis |

|                                                         |           |                    |
| Bouhaddouz 24’, 42’, 58’ Streit 32’, 51’ Wunderlich 75’ | Marcatori | 56’ (rig.) Schmidt |

| Arbitro: | Stegemann |

|                     |           |            |
| Max 31’ Schmidt 46’ | Marcatori | 86’ Candan |

| Arbitro: | Bandurski |

|  |           |            |
|  | Marcatori | 73’ Jansen |

| Arbitro: | Thomsen |

|                         |           |  |
| Talarski 53’ Mützel 64’ | Marcatori |  |

| Arbitro: | Siewer |

|                                  |           |  |
| Hennen 11’ Taşkin 73’ Kalski 90’ | Marcatori |  |

| Arbitro: | Börner |

|                                            |           |                  |
| Streit 4’ Müller 33’ Wunderlich 83’ (rig.) | Marcatori | 20’, 43’ Platzek |

| Arbitro: | Frömel |

|                                                        |           |  |
| Möllering 19’ Götze 29’ Kreyer 37’ Feldkamp 90’ (rig.) | Marcatori |  |

| Arbitro: | Sevinc |

|                           |           |  |
| Müller 58’ Wunderlich 75’ | Marcatori |  |

| Lotte 6 aprile 2013, ore 14:00 CEST 30ª giornata | Sportfreunde Lotte | 0 – 0 referto | Viktoria Colonia | Sportpark am Lotter Kreuz (1 126 spett.)\| Arbitro: \| Fischer \| |
| Arbitro:                                         | Fischer            |               |                  |                                                                   |

| Arbitro: | Maibaum |

|                       |           |                                                           |
| Yohoua 63’ Müller 76’ | Marcatori | 18’, 88’ Hettich 53’ (rig.) Binder 65’ Jakobs 79’ Kadrija |

| Arbitro: | Bläser |

|                                     |           |  |
| Avcı 40’ Grund 47’, 80’ Guirino 71’ | Marcatori |  |

| Arbitro: | Siewer |

|                              |           |                          |
| Wunderlich 19’ Schlösser 65’ | Marcatori | 50’ Nachtigall 73’ Janas |

| Arbitro: | Schäfer |

|                                   |           |                         |
| Kunstmann 54’ Aydogmus 90’ (aut.) | Marcatori | 26’ Candan 58’ Kukiełka |

| Arbitro: | Glasmacher |

|                           |           |               |
| Candan 54’ Tschumakow 70’ | Marcatori | 13’ Przybyłko |

| Arbitro: | Storks |

|                                  |           |            |
| Laux 11’ Montabell 60’ Lejan 86’ | Marcatori | 90’ Candan |

| Arbitro: | Heinrichs |

|                         |           |                                 |
| Candan 21’ Federico 49’ | Marcatori | 27’ Hofrath 34’ Weber 88’ Aydın |

| Arbitro: | Brüggemann |

|                                           |           |  |
| Maouel 64’, 88’ Wernscheid 72’ Öztürk 82’ | Marcatori |  |

## Statistiche

### Statistiche di squadra
| Competizione       | Punti | In casa | In casa | In casa | In casa | In casa | In casa | In trasferta | In trasferta | In trasferta | In trasferta | In trasferta | In trasferta | Totale | Totale | Totale | Totale | Totale | Totale | DR |
| Competizione       | Punti | G       | V       | N       | P       | Gf      | Gs      | G            | V            | N            | P            | Gf           | Gs           | G      | V      | N      | P      | Gf     | Gs     | DR |
| ------------------ | ----- | ------- | ------- | ------- | ------- | ------- | ------- | ------------ | ------------ | ------------ | ------------ | ------------ | ------------ | ------ | ------ | ------ | ------ | ------ | ------ | -- |
| Regionalliga ovest | 61    | 19      | 10      | 3       | 6       | 45      | 34      | 19           | 8            | 4            | 7            | 30           | 32           | 38     | 18     | 7      | 13     | 75     | 66     | +9 |
| Totale             | 61    | 19      | 10      | 3       | 6       | 45      | 34      | 19           | 8            | 4            | 7            | 30           | 32           | 38     | 18     | 7      | 13     | 75     | 66     | +9 |

### Andamento in campionato
| Giornata  | 1 | 2 | 3 | 4 | 5 | 6 | 7 | 8 | 9 | 10 | 11 | 12 | 13 | 14 | 15 | 16 | 17 | 18 | 19 | 20 | 21 | 22 | 23 | 24 | 25 | 26 | 27 | 28 | 29 | 30 | 31 | 32 | 33 | 34 | 35 | 36 | 37 | 38 |
| --------- | - | - | - | - | - | - | - | - | - | -- | -- | -- | -- | -- | -- | -- | -- | -- | -- | -- | -- | -- | -- | -- | -- | -- | -- | -- | -- | -- | -- | -- | -- | -- | -- | -- | -- | -- |
| Luogo     | T | C | T | C | T | C | C | T | C | T  | C  | T  | C  | T  | C  | T  | C  | T  | C  | C  | T  | C  | T  | C  | T  | T  | C  | T  | C  | T  | C  | T  | C  | T  | C  | T  | C  | T  |
| Risultato | V | V | V | V | V | V | V | V | P | N  | V  | V  | P  | V  | N  | N  | P  | V  | N  | V  | V  | V  | P  | P  | P  | P  | V  | P  | V  | N  | P  | P  | N  | N  | V  | P  | P  | P  |
| Posizione | 2 | 1 | 1 | 1 | 1 | 1 | 1 | 1 | 1 | 1  | 1  | 1  | 1  | 1  | 1  | 1  | 1  | 1  | 2  | 2  | 1  | 1  | 2  | 4  | 4  | 4  | 4  | 4  | 4  | 4  | 6  | 6  | 6  | 6  | 6  | 6  | 6  | 6  |

Legenda:

Luogo: C = Casa; T = Trasferta. Risultato: V = Vittoria; N = Pareggio; P = Sconfitta.

### Statistiche dei giocatori
| S. Amirante   | 2  | 0  | 1 | 0 |
| E. Aydogmus   | 23 | 1  | 0 | 0 |
| A. Bouhaddouz | 26 | 15 | 3 | 1 |
| F. Candan     | 28 | 12 | 2 | 0 |
| C. Cozza      | 25 | 0  | 1 | 1 |
| H. Dahmani    | 17 | 3  | 0 | 0 |
| S. Eichmeier  | 34 | 0  | 5 | 0 |
| G. Federico   | 15 | 2  | 0 | 0 |
| M. Gardawski  | 12 | 0  | 2 | 1 |
| M. Gillen     | 14 | 0  | 0 | 0 |
| M. Glowacz    | 27 | 0  | 3 | 0 |
| M. Hamanaka   | 5  | 0  | 0 | 0 |
| K. Kraus      | 2  | 0  | 0 | 0 |
| M. Kukiełka   | 35 | 3  | 5 | 1 |
| F. Mager      | 3  | 0  | 0 | 0 |
| D. Müller     | 28 | 9  | 7 | 0 |
| S. Nsereko    | 6  | 0  | 0 | 1 |
| N. Omndje     | 0  | 0  | 0 | 0 |
| D. Poremba    | 22 | 0  | 2 | 0 |
| J. Propheter  | 13 | 1  | 1 | 0 |
| I. Pusic      | 22 | 0  | 4 | 0 |
| L. Püttmann   | 4  | 0  | 0 | 0 |
| K. Reuter     | 2  | 0  | 0 | 0 |
| C. Schlösser  | 26 | 6  | 5 | 1 |
| M. Schultens  | 14 | 1  | 4 | 0 |
| A. Sinkala    | 23 | 0  | 2 | 0 |
| A. Streit     | 5  | 3  | 1 | 2 |
| T. Teixeira   | 9  | 0  | 0 | 0 |
| E. Tschumakow | 18 | 1  | 3 | 0 |
| A. Voigt      | 30 | 0  | 6 | 1 |
| D. Weis       | 1  | 0  | 0 | 0 |
| M. Wunderlich | 29 | 15 | 4 | 1 |
| S. Yohoua     | 10 | 1  | 2 | 0 |